# 1998 XQ4
1998 XQ4 är en asteroid i huvudbältet som upptäcktes 12 december 1998 av den japanska astronomen Takao Kobayashi vid Ōizumi-observatoriet.
Asteroiden har en diameter på ungefär 5 kilometer.